# Operation Mount Hope III

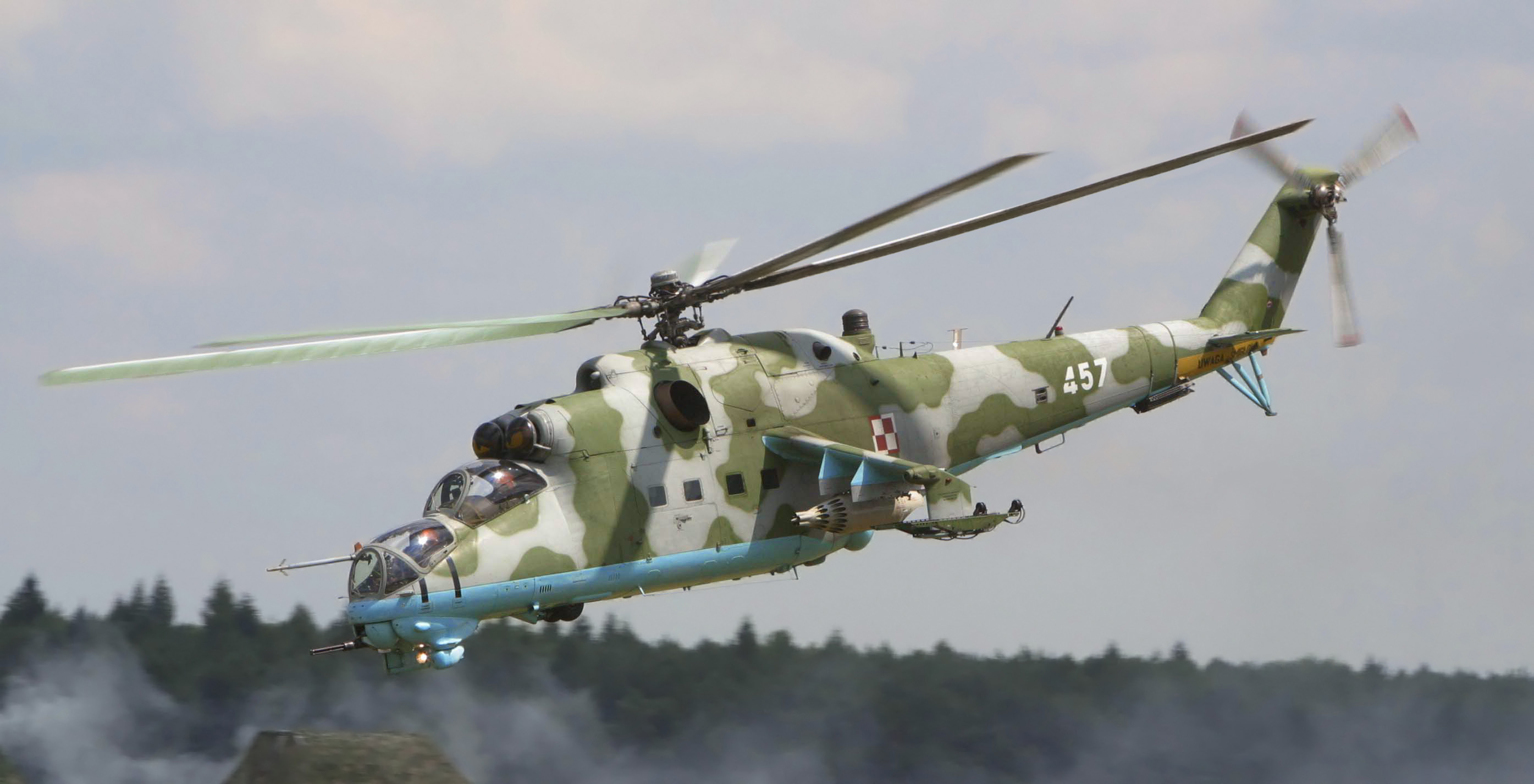
En Mil Mi-24D-helikopter tillhörande Polens flygvapen i juni 2002.

Operation Mount Hope III var ett amerikanskt militärt uppdrag som gick ut på att USA:s armé och USA:s underrättelsetjänst Central Intelligence Agency (CIA) föra ut en sovjetisktillverkad libysk militärhelikopter av typen Mil Mi-24 och varianten "D" ur det afrikanska landet Tchad och transportera det tillbaka till USA.
Grannländerna Tchad och Libyen hade en konflikt mellan sig mellan januari 1978 och september 1987. I mars 1987 anföll den tchadiska militären den libyska militära flygplatsen Ouadi Doum i norra Tchad, nästan 79 mil nordost om Tchads huvudstad N'Djamena. Libyen tvingades till reträtt och det som fanns av intresse på flygplatsen var bland annat tre Mil Mi-24-helikoptrar, elva Aero L-39 Albatros-flygplan och dussintals stridsvagnar, som beslagtogs av Tchad. USA men framförallt CIA hade under en längre tid försökt komma över en Mil Mi-24-helikopter för att studera och eventuellt utföra baklängeskonstruktion på en sån. USA och dess allierade i väst hade då heller ingen motsvarighet till Mil Mi-24, som är en kombinerad attackhelikopter och transporthelikopter som kunde transportera upp till åtta soldater.
CIA fick nys om detta och uppmanade USA att få komma över en av de tre helikoptrarna. USA inledde förhandlingar med Tchad och dess regering om detta. Tchad gick med på att låta amerikanska soldater verka på tchadisk territorium efter att USA skänkte två miljoner amerikanska dollar och okänt antal luftvärnsrobotar av typen FIM-92 Stinger men vägrade dock delta aktivt i uppdraget på grund av det nyligen avslutade konflikten med Libyen. Elitförbandet 160th Special Operations Aviation Regiment (Airborne) blev utvalda och fick träna på att utföra uppdraget på skjutfältet White Sands Missile Range i New Mexico. I juni 1988 lämnade elitförbandet på 75 man USA med två Lockheed C-5 Galaxy-flygplan och där varje flygplan hade en Boeing CH-47 Chinook-helikopter i lasten. De landade senare på N'Djamenas internationella flygplats i den tchadiska huvudstaden och så fort de lastade av och fick ihop Chinook-helikoptrarna, satte de av mot den militära flygplatsen tillsammans med ett franskt förband ur den franska armén. Uppdraget var också understött av det franska flygvapnet med hjälp av stridsflygplan av typen Dassault Mirage F1. Ouadi Doum var fortfarande övergiven och helikoptern var kvar där. Soldaterna plockade isär de delar på helikoptern som krävdes för att en av Chinook-helikopterna kunde transportera den tillbaka medan den andra transporterade de delar som man hade tagits av. Avfärden gjordes nattetid för att undvika eventuell konfrontation med libyska styrkor. Chinook-helikoptrarna hade också följe senare av två Lockheed C-130 Hercules-flygplan som såg till att de tankades på tchadiska militärbaser i städerna Faya-Largeau respektive Moussoro. Chinook-helikoptrarna anlände till slut till N'Djamenas internationella flygplats och blev snabbt nedmonterade och alla tre helikoptrarna lastades på de väntande Galaxy C-5-flygplanen och flög tillbaka mot USA.
Efter att Sovjetunionen upplöstes i december 1991, har USA:s armé minst en Mil Mi-24-helikopter för träning medan USA:s flygvapen har två exemplar stående hos Nellis Air Force Base i Nevada. Två till, ena tillhörde förut Bulgariens flygvapen, är ägda av privata intressen i USA.

## Galleri

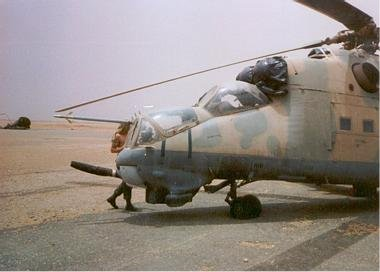
Den libyska Mil Mi-24-helikoptern efter att amerikanska trupper hade anlänt till den libyska övergivna militära flygplatsen Ouadi Doum.
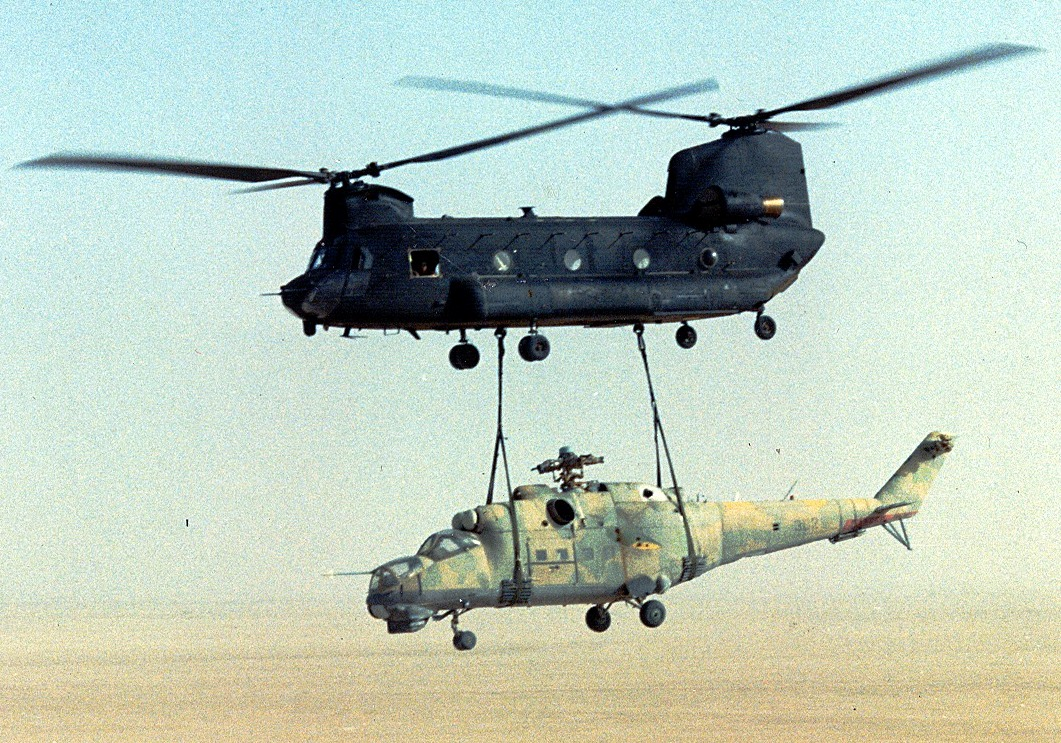
Ena Boeing CH-47 Chinook som transporterar Mil Mi-24-helikoptern till N'Djamenas internationella flygplats.
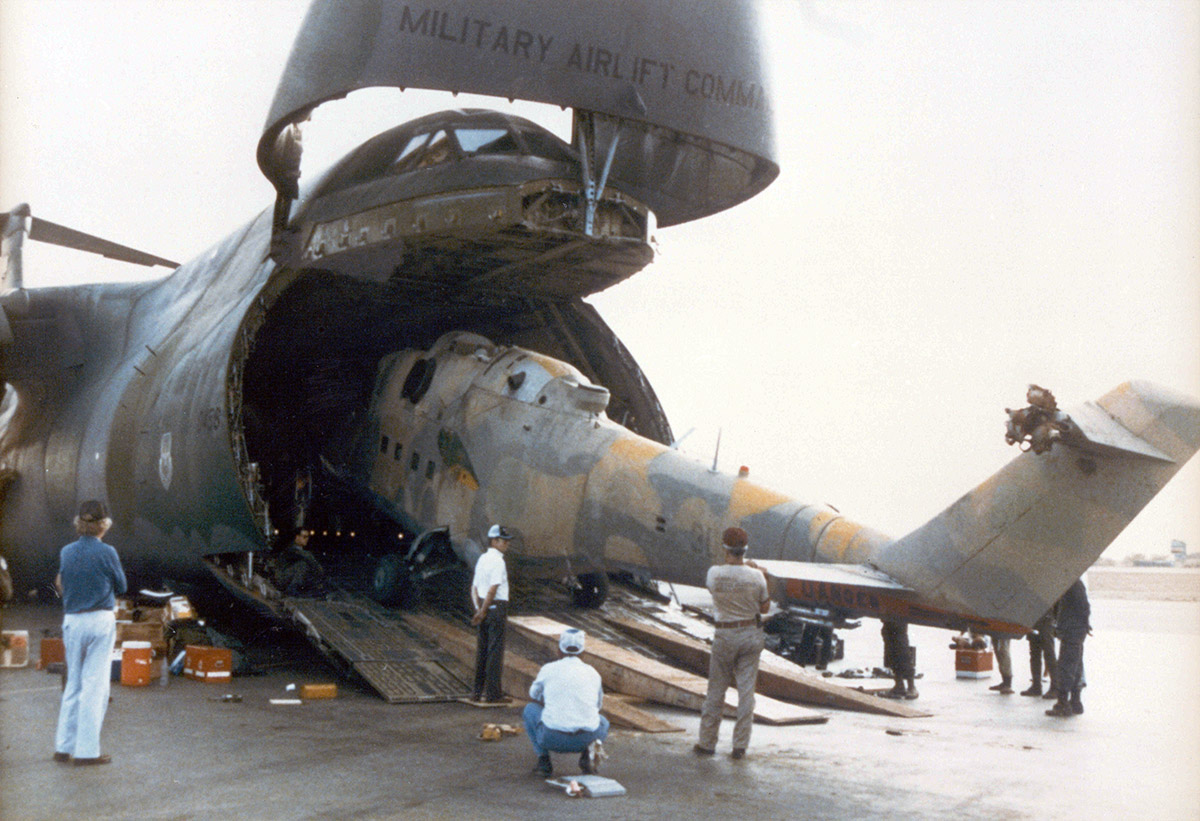
Mil Mi-24-helikoptern lastas på en av två Lockheed C-5 Galaxy på N'Djamenas internationella flygplats.